# Селестинские пророчества (фильм)
«Селестинские пророчества» — фильм, снятый по роману «Селестинские пророчества», написанному в 1993 году Джеймсом Рэдфилдом. В этой книге он рассматривает различные психологические и духовные идеи, которые уходят корнями в многочисленные древневосточные традиции и мистицизм Нью Эйдж. Главный герой романа предпринимает путешествие в Перу, чтобы разыскать и понять девять древних откровений, сделанных индейцами майя. В книге показано духовное пробуждение героя в процессе прохождения через переходный период в его жизни.

## Сайты
- «Селестинские пророчества» (англ.) на сайте Internet Movie Database